# ストロジェヴォイ級駆逐艦
ストロジェヴォイ級駆逐艦（-きゅうくちくかん、英語: Storozhevoy-class destroyer）は、ソ連海軍の駆逐艦の艦級。計画名は7U型駆逐艦（Лидеры эсминцев проекта 7У）であった。

## 概要

### 計画
1938年、第三次五ヶ年計画の最中にあったソ連では、海軍力のさらなる増強の一環として、新型駆逐艦24 隻の建造を決定した。この計画は7U号と呼ばれ、第二次五ヶ年計画で建造されたグネフヌイ級駆逐艦の純粋な発展型として、セーヴェルナヤ造船所設計局で立案された。
計画に際し、N・A・レーベデフら設計者は艦の生存性の向上を命題に据えた。そのため、動力機関を「梯型配置」に変更することが改良計画の主眼となった。しかし、艦全体の設計の根本的な見直しはされなかった。また、「梯型配置」の機関も8 隻に搭載された分に留まり、残る10 隻には従来方式の機関配置でボイラー缶とタービン機関が搭載された。その結果、生存性の向上という所期の期待とはまったく逆の結果が齎されることになったが、それは実戦段階に入るまで気付かれなかった。
この他、本型では艦体が若干延長され、艦上構造物も若干拡大された。対空火器も強化された。その一方で、燃料搭載量は減少した。
完成したストロジェヴォイ級駆逐艦は若干重量超過であったが、ボイラー出力が向上していたことから7型駆逐艦より速力が劣ることはなかった。しかし、1番艦ストロジェヴォイの公試において、凌波性の悪さが明らかになった。計画値の0.5 mに対し、実際には0.38 mを上回ることはできなかったのである。これは、艦の重心が高くトップヘビーであることが原因であった。艦の復元性を高めるため、船艙に固形バラストが搭載され重心を下げる必要があった。これにより、満載排水量はグネフヌイ級の値であり計画値であった2400 tに対し2530 tにまで増加した。
当初、全艦が7号計画に基づいて起工された。しかし、途中で計画は7U号に移行され、それに伴う改修のため艦の建造は中断された。建造再開は約3年後となり、竣工は1940年にまでずれ込んだ。また、戦争のため建艦計画は削減され、完成した艦は最終的に18 隻に留まった。

### 活動
7U型駆逐艦の計画名の「U」(У)は、本来「改良型」を意味する「ウルーチュシェンヌイ」(улучшенный)の頭文字であったが、実際には性能が悪化していたので「改悪型」を意味する「ウフートシェンヌイ」(ухудшенный)の略であると揶揄された。しかし、7U型各艦は大祖国戦争においてバルト海や黒海のソ連領沿岸で行われた多くの作戦に参加し、ソ連の勝利のために大きな貢献を残した。
大祖国戦争の開始された1941年6月22日の時点で赤色海軍の保有した駆逐艦57 隻のうち、当時の最新型であった7U型は12 隻を占めていた。これに加え、当時6 隻の7U型が建造中であった。
7U型は、5 隻が黒海艦隊、残りが赤旗勲章バルト艦隊に配属された。緒戦において手痛い敗北を重ねた赤軍は、撤収に継ぐ撤収作戦を取らざるを得なかった。このことから、7U型駆逐艦の主要任務も輸送船団の護衛や支援物資・人員の輸送、陸上部隊への援護射撃が主となった。こうした中、特に目覚しい活躍を見せたとして、2 隻の7U型駆逐艦が赤軍艦艇としては格別の栄誉となる「親衛」の名誉称号を授けられた。
最初の1 艦となった3番艦ストーイキイは、ガングート要塞の支援戦において悲劇的な活躍を見せた。一連の戦闘の中で、ストーイキイはクロンシュタット、ゴーグラント島、ハンコ半島(ロシア語名:ガングート)の間を往復し、必要物資や増援部隊の輸送を行った。ヴァレンチーン・ドロースト海軍中将の指揮する巡洋艦キーロフに率いられたストーイキイら護衛艦隊は幾度となく荒れ狂う海を輸送船団を守って進み、次々に押し寄せる敵機に勇敢に反撃を加えソ連軍に活路を見出した。このドロースト海軍中将のガングート遠征の期間に特筆すべき働きを残したストーイキイは、1942年4月1日、7U型駆逐艦としては初めて「親衛」の称号を授かった。1943年1月29日にドロースト海軍中将が戦死すると、2月13日にはこの英雄を顕彰し、ストーイキイは「ヴェツェ＝アドミラール・ドロースト」(ドロースト海軍中将)とその名を改められた。駆逐艦に偉人の名前を記念する名称が与えられることは、ありきたりな例ではなかった。
9番艦ソオブラジーテリヌイは、黒海艦隊に所属し、オデッサの防衛戦やセヴァストーポリの防衛戦に参加した。ここにおいて、ソオブラジーテリヌイは僚艦のスポソーブヌイ、嚮導艦タシュケントなどとともに一般市民や部隊の疎開作戦で英雄的な働きを見せた。このことから、ソオブラジーテリヌイは1943年3月1日、「親衛」の称号を授けられた。なお、他の2艦はその後戦没した。

### 改修
主砲は、標準的な備砲であった130 mm単装砲B-13-2が搭載された。対空兵装として当初搭載された45 mm半自動高角砲21Kは1943年以降廃止され、かわりに37 mm自動高角砲70Kが使用されるようになった。この他、魚雷発射管や爆雷投射機、係維機雷、機銃など当時の平均的な武装が盛り込まれた。
現役時代、最も大きな改修を受けたのは1番艦ストロジェヴォイであった。開戦後間もなくナチス・ドイツ軍の魚雷艇によって5 本の魚雷を受け大破したストロジェヴォイは、1942年から1943年にかけて修理を受けた。その際、特に損傷の激しかった艦首部分は、建造中止となった30型駆逐艦の1艦オルガニゾーヴァンヌイのものに挿げ替えられ、完全に新しくなった。主砲もオルガニゾーヴァンヌィイから流用され、艦橋前の1 基がB-2LM連装砲塔に変更された。
1944年から1945年にかけて、水上捜索レーダーの設置が行われた。ストローギイには「ギューイス1」型レーダー、ソオブラジーテリヌイ、シーリヌイ、スラーヴヌイ、ストロジェヴォイ、ヴィツェ＝アドミラール・ドロースト(旧ストーイキイ)、スヴィレープイ、ストラーシュヌイの各艦にはイギリス製の291型レーダーが装備された。また、イギリス製の284型射撃管制装置も多くの艦艇に搭載された。一部には、国産の「ミーナ」型射撃管制装置が搭載された。水中音響探知装置には、音響方位測定システム「マールス」、水中通信システム「アルクトゥール」が搭載された。また、戦時中にはイギリス製の「ドラコーン128s/アスディク」が増設された。

### 戦後
終戦後も近代化改修作業は幾度か行われた。また、戦争を生き残った艦の多くは、1950年代から1960年代にかけて練習艦や標的曳航艦、あるいは標的艦、洋上標的として使用された。
最後まで現役に残ったTsL-2(旧ストローイヌイ)は、1965年に退役、解体された。親衛駆逐艦となったソオブラジーテリヌイは、1963年に退役後保存計画が提案された。しかし、同艦を記念艦もしくは博物館として使用する計画は中止され、結局は1966年から1968年にかけて解体された。また、もう1 隻の親衛駆逐艦であったストーイキイ(ヴィツェ＝アドミラール・ドロースト)は、1960年に事故で失われていた。
こうして、建造された7U型駆逐艦は18 隻すべてが戦闘や事故、あるいは解体によって失われ、現代にその姿を留めることはなかった。

## 同型艦
|    | 艦名                                 | 意味           | 造船所 | 起工        | 進水        | 竣工        | 所属 | 除籍          | 備考 |
| -- | ------------------------------------ | -------------- | ------ | ----------- | ----------- | ----------- | ---- | ------------- | --- |
| 1  | ストロジェヴォイ Сторожевой          | 見張りの       | ZiZh   | 1936/ 08/26 | 1938/ 10/02 | 1940/ 10/06 | KBF  | 1958/ 03/11   | 1956/02/17より練習駆逐艦。除籍後解体。 |
| 2  | セルジートィイ Сердитый              | 怒りっぽい     | BO     | 1936/ 10/27 | 1939/ 04/21 | 1940/ 04/15 | KBF  | 1941/ 07/19*  | 1940/09/25までリホーイ(Лихой)。1949/から1952/にかけて浮揚・解体。 |
| 3  | ストーイキイ Стойкий                 | 不屈の         | ZiZh   | 1936/ 08/26 | 1938/ 12/26 | 1940/ 10/18 | KBF  | 1961/ 07/02** | 1942/04/03、「親衛」の名誉称号を授かる。1943/02/13、ヴィツェ＝アドミラール・ドロースト(Вице-адмирал Дрозд)に改称。1960/02/06より標的曳航艦TsL-54(ЦЛ-54)。暴風雨で沈没後浮揚・解体。                |
| 4  | シーリヌイ Сильный                   | 強い           | ZiZh   | 1936/ 10/31 | 1938/ 01/11 | 1940/ 10/31 | KBF  | 1969/ 01/21   | 1959/02/20より標的曳航艦TsL-43(ЦЛ-43)。除籍後解体。 |
| 5  | スムィシュリョーヌイ Смышлённый      | のみ込みの早い | 61K    | 1936/ 10/15 | 1939/ 08/26 | 1940/ 11/10 | ChF  | 1942/ 03/07** | 1940/09/25までポレーズヌイ(Полезный)。1942/03/05、自軍の敷設した機雷に触れ大破。03/07に暴風雨で沈没。                                                                                              |
| 6  | スラーヴヌイ Славный                 | 栄光ある       | BO     | 1936/ 08/31 | 1939/ 09/19 | 1941/ 05/31 | KBF  | 1964/ 03/04   | 1960/02/06より標的曳航艦TsL-44(ЦЛ-44)。1961/06/30より標的艦SM-20(СМ-20)。除籍後解体。 |
| 7  | スメールイ Смелый                    | 勇敢な         | ZiZh   | 1936/ 10/26 | 1939/ 04/30 | 1941/ 05/31 | KBF  | 1941/ 07/27*  | ドイツ軍の敷設した機雷に触れ大破、乗員救助後洋上処分。 |
| 8  | スローヴイ Суровый                   | 峻厳な         | BO     | 1936/ 10/27 | 1939/ 08/05 | 1941/ 05/31 | KBF  | 1941/ 11/14*  | 1940/09/25までレトゥーチイ(Летучий)。触雷大破、乗員により洋上処分。 |
| 9  | ソオブラジーテリヌイ Сообразительный | のみ込みの早い | 61K    | 1936/ 10/15 | 1939/ 08/26 | 1941/ 06/07 | ChF  | 1963/ 09/14   | 1940/09/25までプロゾルリーヴイ(Прозорливый)。1943/03/01、「親衛」の名誉称号を授かる。1951/より32号計画に基づき救難浄化艦に改修。1960/03/27より標的曳航艦として予備役。1966/から1968/にかけて解体。 |
| 10 | ストラーシュヌイ Страшный            | 恐ろしい       | ZiZh   | 1936/ 08/26 | 1939 04/08  | 1941/ 06/22 | KBF  | 1960/ 01/12   | 電気系統を強化した7UE号計画に基づき竣工。1958/04/18、武装解除の上で教育訓練施設UTS-83(УТС-83)に変更。除籍後解体。                                                                                  |
| 11 | スポソーブヌイ Способный             | 有能な         | 61K    | 1936/ 07/07 | 1939 09/30  | 1941/ 06/24 | ChF  | 1943/ 10/06*  | 1940/01/08までポドヴィージュヌイ(Подвижный)。空襲で戦没。 |
| 12 | スヴィレープイ Свирепый              | 凶暴な         | ZiZh   | 1936/ 11/29 | 1939 08/28  | 1941/ 07/18 | KBF  | 1958/ 01/28   | 除籍後解体。 |
| 13 | スタートヌイ Статный                 | 均整のとれた   | ZiZh   | 1936/ 12/26 | 1939 11/24  | 1941/ 07/18 | KBF  | 1941/ 08/22** | 1941/08/18、触雷・大破。08/22に暴風雨で沈没。1957/、浮揚・解体。 |
| 14 | スコールイ Скорый                    | 速やかな       | ZiZh   | 1936/ 11/29 | 1939 07/24  | 1941/ 08/01 | KBF  | 1941/ 08/28*  | 触雷・沈没。 |
| 15 | ソヴェルシェーンヌイ Совершенный     | 完全無欠な     | 61K    | 1936/ 09/17 | 1939 02/25  | 1941/ 09/30 | ChF  | 1942/ 06/08*  | 1940/09/25までベスストラーシュヌイ(Бесстрашный)。空襲で戦没。1945/10/28に浮揚後解体。 |
| 16 | スヴォボードヌイ Свободный           | 自由な         | 61K    | 1936/ 08/23 | 1939 02/25  | 1942/ 01/02 | ChF  | 1942/ 06/10*  | 1940/09/25までベスシュームヌイ(Бесшумный)。空襲で戦没。1953/に浮揚後解体。 |
| 17 | ストローギイ Строгий                 | 厳格な         | ZiZh   | 1936/ 10/26 | 1939 12/31  | 1945/ 12/10 | KBF  | 1964/ 06/26   | 1953/11/30より32型救難浄化艦。1956/03/20よりSDK-13(СДК-13)。1956/12/27よりSS-18(СС-18)。1963/09/14より標的艦SM-16(СМ-16)。1964/から1965/にかけて解体。                                             |
| 18 | ストローイヌイ Стройный              | スタイルのよい | ZiZh   | 1936/ 12/26 | 1940 04/29  | 1945/ 12/11 | KBF  | 1965/ 08/25   | 1953/から1956にかけて32号計画に基づき救難浄化艦へ改装。1956/03/20よりSDK-10(СДК-10)。1956/12/27よりSS-17(СС-17)。1963/08/27より標的曳航艦TsL-2(ЦЛ-2)。1965/から1966/にかけて解体。                 |